# Lophostethus dumolinii
Lophostethus dumolinii is een vlinder uit de familie van de pijlstaarten (Sphingidae). De wetenschappelijke naam van de soort werd in 1849 gepubliceerd door George French Angas.